# Witham (rzeka)
Witham (ang. River Witham) – rzeka we wschodniej Anglii, w hrabstwie Lincolnshire. Długość rzeki wynosi około 130 km.
Źródła rzeki znajdują się w pobliżu wsi South Witham. W górnym biegu rzeka płynie w kierunku północnym, przepływając przez miasto Grantham. W Lincoln rzeka skręca na wschód, a następnie na południowy wschód. W końcowym biegu przepływa przez Boston. Uchodzi do pływowej rzeki The Haven, nieopodal jej ujścia do zatoki The Wash. Na znacznej długości rzeka jest uregulowana.